# فاگنر کونسروا لموس
فاگنر کونسروا لموس (پرتغالی: Fagner Conserva Lemos؛ زادهٔ ۱۱ ژوئن ۱۹۸۹) بازیکن فوتبال اهل برزیل است.که در باشگاه فوتبال کورینتیانس در پست مدافع کناری بازی می کند.

## باشگاهی
از باشگاه‌هایی که در آن بازی کرده‌است می‌توان به کورینتیانس، پی‌اس‌وی آیندهوون، وولفسبورگ و واسکو دوگاما اشاره کرد.

## تیم ملی
وی همچنین در تیم ملی فوتبال برزیل بازی کرده‌است.